# Edgar Stangeland
Edgar Stangeland (ur. 22 lipca 1945 w Sandnes) – norweski żużlowiec, występujący również na długim torze i na trawie.

## Życiorys
Wielokrotny reprezentant Norwegii w eliminacjach indywidualnych mistrzostw świata (m.in. czterokrotny uczestnik finałów skandynawskich: 1971 – XIII miejsce, 1974 – VIII miejsce, 1975 – X miejsce i 1976 – VIII miejsce). Finalista indywidualnych mistrzostw świata na długim torze (Scheeßel 1974 – XVIII miejsce i Mariańskie Łaźnie 1976 – XVI miejsce) oraz indywidualnych mistrzostw Europy na torze trawiastym (Les Artigues 1981 – XIV miejsce).
Złoty (1976), dwukrotnie srebrny (1973–1974) oraz brązowy medalista (1969) indywidualnych mistrzostw Norwegii.
Startował w lidze angielskiej w barwach klubów: Newport Wasps, Exeter Falcons, Swindon Robins, Wimbledon Dons, Bristol Bulldogs i Wolverhampton Wolves.

## Przynależność klubowa
Wielka Brytania
- Newport Wasps (1970–1971)
- Exeter Falcons (1972)
- Swindon Robins (1973–1975)
- Wimbledon Dons (1975–1977)
- Bristol Bulldogs (1977)
- Wolverhampton Wolves (1978–1979)